# Borgbjerg Gletscher
Borgbjerg Gletscher är en glaciär i Grönland (Kungariket Danmark). Den ligger i den östra delen av Grönland, 1 300 km nordost om huvudstaden Nuuk. Borgbjerg Gletscher ligger 750 meter över havet.
Terrängen runt Borgbjerg Gletscher är huvudsakligen bergig, men den allra närmaste omgivningen är kuperad. Borgbjerg Gletscher ligger nere i en dal som går i nord-sydlig riktning.  Trakten runt Borgbjerg Gletscher är nära nog obefolkad, med mindre än två invånare per kvadratkilometer. Det finns inga samhällen i närheten. Trakten runt Borgbjerg Gletscher är permanent täckt av is och snö.